# Hate to Say I Told You So
«Hate to Say I Told You So» —en español: «Odio decir que te lo dije»— es el primer sencillo de la banda sueca de garage rock The Hives desprendido de su segundo álbum Veni Vidi Vicious. 
Fue lanzado por primera vez el 4 de diciembre de 2000, y tuvo su relanzamiento el 11 de febrero de 2002 como la canción apertura de su compilación Your New Favourite Band. Es internacionalmente conocida como la canción más representativa de la banda. Fue nominado en los premios que otorga la revista Kerrang! al Mejor sencillo en 2002. En marzo de 2005, la revista Q colocó en el número 54 en su lista de las 100 mejores canciones de guitarra. La estructura de acordes lleva una particular similitud con la canción de The Kinks, "All Day and All of the Night". También fue enumerado en la posición número 244 en la lista de las 500 canciones de la década de 2000 según Pitchfork Media. En octubre de 2011, NME lo colocó en el número 84 en su lista de las "150 Mejores Canciones de los últimos 15 años".

## Video musical
El video de fue dirigido por Henry Moore Selder. Está ambientado con un efecto psicodélico al estilo de las bandas de la década de 1960.

## Lista de canciones
CD sencillo #1
1. «Hate to Say I Told You So» – 3:21
2. «Die, All Right!» – 2:47
3. «The Hives Are Law, You Are Crime» – 2:28

CD sencillo  #2
1. «Hate to Say I Told You So» – 3:21
2. «Uptempo Venomous Poison» – 1:14
3. «Gninrom Ytic Kcorknup» – 2:16

CD sencillo #3
1. «Hate to Say I Told You So» – 3:23
2. «Fever» – 1:14
3. «Barely Homosapien» – 2:16

## Posicionamiento
| Lista (2002)                            | Mejor posición |
| --------------------------------------- | -------------- |
| Australia (ARIA)                        | 36             |
| Estados Unidos (Billboard Hot 100)      | 86             |
| Estados Unidos (Modern Rock Tracks)     | 6              |
| Estados Unidos (Mainstream Rock Tracks) | 35             |
| Irlanda (IRMA)                          | 49             |
| Países Bajos (Mega Single Top 100)      | 85             |
| Reino Unido (UK Singles Chart)          | 23             |